# Laomedea pseudodichotoma
Laomedea pseudodichotoma is een hydroïdpoliep uit de familie Campanulariidae. De poliep komt uit het geslacht Laomedea. Laomedea pseudodichotoma werd in 1959 voor het eerst wetenschappelijk beschreven door Vervoort. 